# 김호남 (1964년)
김호남(金鎬男, 1964년 7월 25일 서울특별시 ~ )는 대한민국의 희극 배우다. 본관은 청풍(淸風)이다. 동국대학교를 졸업하였으며,극예술연구회원으로 활동하였다. 한국방송공사 코미디 탤런트 1기(KBS 개그맨 4기)로 입사하였다.

## 방송
- KBS2 - 《유머 일번지》
- KBS2 - 《사랑방 중계》

## 연극
- 1985년 유진오닐作 조운즈황제 조운즈역

## 참고 자료
- 다음 인물검색